# Ebbrezza di Noè (Giovanni Bellini)
L'Ebbrezza di Noè è un dipinto a olio su tela (103x157 cm) di Giovanni Bellini, databile al 1515 circa e conservato nel Musée des Beaux-Arts di Besançon.

## Storia
Il dipinto fa parte dell'ultima fase produttiva dell'artista, quella in cui abbracciò le novità del tonalismo di Giorgione. Attribuito in passato a varie personalità, dal Cariani (Berenson), all'ambito di Lorenzo Lotto (Gilbert, 1956), al giovane Tiziano (Heinemann, 1962), fu riconosciuto come opera tarda di Bellini da Roberto Longhi, seguito poi da tutta la critica successiva, compreso lo stesso Berenson che cambiò opinione (nel 1957).

## Descrizione e stile
Sullo sfondo di una vigna scura, due dei tre figli di Noè (Sem e Iafet) si stanno adoperando per coprire la nudità del padre ebbro, cercando di non guardarlo, mentre tra loro due Cam, il terzo figlio, lo denigra. L'Ebrezza di Noè era letta, fin da sant'Agostino, come immagine profetica del Cristo deriso, inoltre la piantagione della vigna, visibile nella parte sinistra, era un simbolo dell'Incarnazione. 
La scena è risolta con piani larghi di colore rossastro e violaceo, con una densa pastosità della materia pittorica, derivata dall'esempio di Giorgione. La composizione si svolge in orizzontale, col vecchio sdraiato, ed è resa viva dalla connessione apparentemente casuale di gesti che legano le figure l'una all'altra. 
Abbracciando le novità cinquecentesche l'anziano maestro Bellini non rinuncia però alla sua preparazione tipicamente quattrocentesca, curando attentamente il disegno di base e studiando l'andamento prospettico di gomiti, mani e ginocchia. Gli accesi toni cromatici accentuano l'inconsueto dinamismo.